# Південноафриканська котяча акула гадюкова
Південноафриканська котяча акула гадюкова (Haploblepharus edwardsii) — акула з роду Південноафриканська котяча акула родини Котячі акули. Інша назва «котяча акула Едвардсона» (на честь англійського натураліста Джорджа Едвардсона).

## Опис
Загальна довжина досягає 69 см. Зовнішністю схожа з Haploblepharus kistnasamyi. Голова подовжена, середнього розміру. Очі овальні з мигальною перетинкою. Зіниці щілиноподібні. За очима розташовані маленькі бризкальця. Ніздрі великі з довгими носовими клапанами. Губні борозни глибокі. Рот короткий та вигнутий. На верхній щелепі — 26—30 робочих зубів, на нижній — 27—33. Зуби дрібні, з 3 верхівками, де центральна є високою та гострою, а бокові — маленькі. У неї 5 пар зябрових щілин. Тулуб щільний, циліндричний, витягнуте. Шкура товста, вкрита лускою листоподібної форми. Грудні плавці великі. Має 2 маленьких спинних плавця, де передній більше за задній. Передній спинний плавець розташовано позаду черевних плавців, задній — навпроти позаду анального плавця. Черевні плавці широкі. Анальний плавець широкий та низький. Хвостовий плавець витягнутий, гетероцеркальний.
Забарвлення спини коливається від піщано-коричневого до світло-коричневого кольору. На спині й боках розташовано до 10, зазвичай 7-8, червонувато-коричневих сідлоподібних плям з чітко вираженою або навіть чорною облямівкою. Між плямами розкидані численні дрібні білі цяточки. Своїм забарвленням нагадує шумливу гадюку. Черево майже біле.

## Спосіб життя
Тримається на глибинах до 130 м, зазвичай до 15 м. Воліє до піщаних та кам'янистих ділянок прибережного дна. Доволі повільна та малорухлива акула. Вдень відпочиває перебуваючи на дні. В цей час утворює невеличкі групи. Як й всі представники роду у випадку небезпеки звертається у кільце. Полює біля дна, є бентофагом. Живиться креветками, крабами, раками, морськими червами, кальмарами, дрібними восьминогами, анчоусами, бичками, камбаловими, падлом.

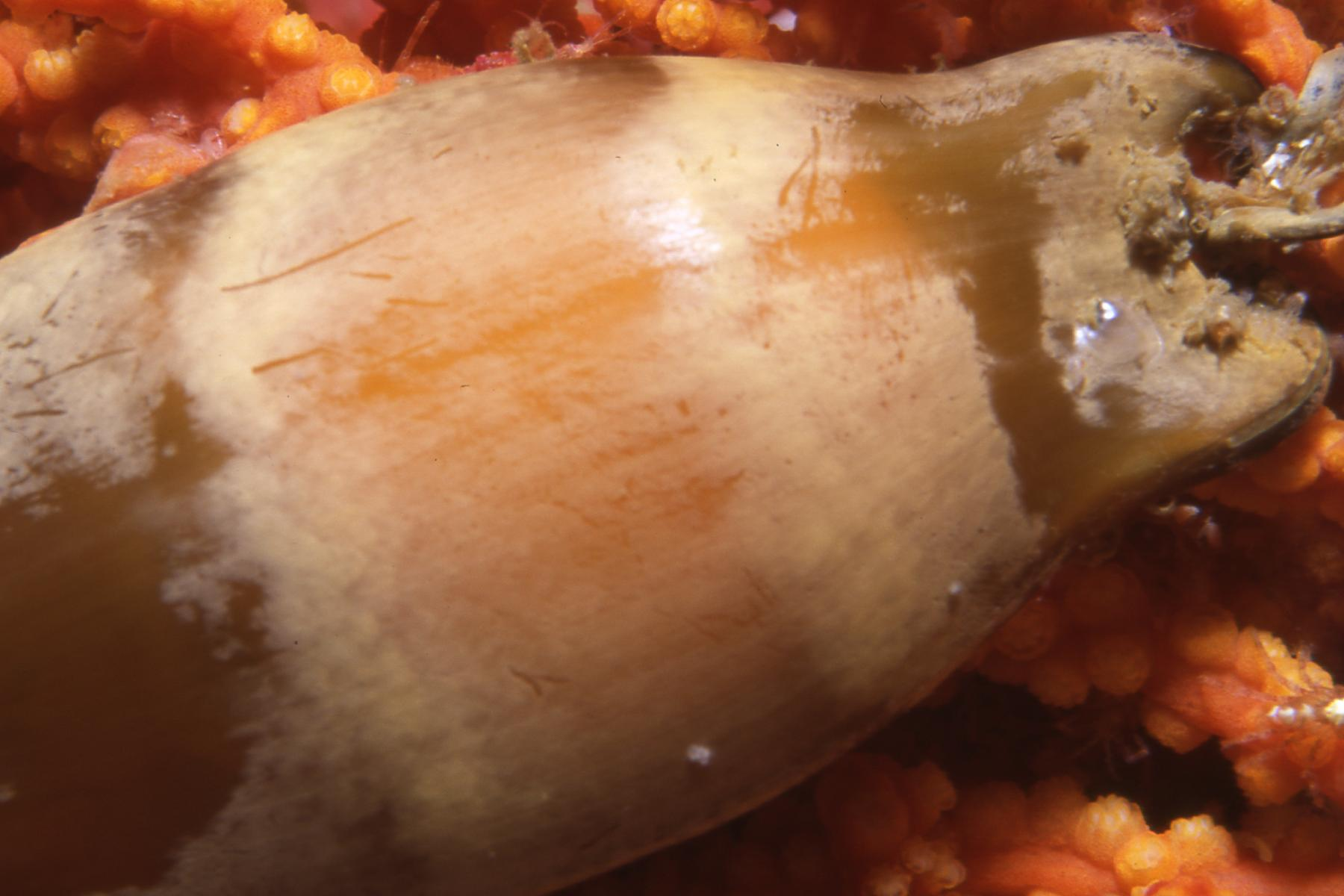
Яйця акули

Статева зрілість настає при розмірі 35—55 см (у віці 7 років). Це яйцекладна акула. Самиця відкладає 2 яйця з закрученими вусиками в кутах, якими чіпляються до коралів, каміння, водоростей. Яйця мають 3,5-5 см завдовжки та 1,5-3 см завширшки. Інкубаційний період триває 3 місяці. Народжені акуленята мають 9 см.
Тривалість життя становить 22 років.

## Розповсюдження
Мешкає від лагуни Лангебан (Західна Капська провінція) до західного узбережжя затоки Альгоа (Східна Капська провінція) в ПАР.